# Auxílio-reclusão
O auxílio-reclusão é um benefício previdenciário no Brasil pago pelo INSS aos dependentes do segurado recolhido à prisão, desde que ele não receba salário ou aposentadoria.

## Descrição
O auxílio-reclusão é um direito previdenciário destinado aos dependentes do segurado da previdência social recolhido à prisão e que não continue recebendo remuneração da empresa em que trabalhava, nem esteja em gozo de auxílio-doença, aposentadoria ou abono de permanência em serviço. Para que os dependentes do segurado recluso tenham este direito, seu último salário-de-contribuição (o que o segurado recebe por mês pelo seu trabalho) não pode ultrapassar determinado valor definido a cada ano pela previdência social. Para o ano de 2016, tal valor é de R$ 1.212,64. Assim, se o salário-de-contribuição do segurado, em 2016, for superior a R$ 1.212,64, seus dependentes não terão direito ao auxílio-reclusão.
Sua previsão legal encontra-se atualmente na lei n° 8.213, de 24 de junho de 1991. Antes do início de vigência desta lei, tal direito era amparado pela da lei n° 3.807, de 26 de agosto de 1960 (Lei Orgânica da Previdência Social).
O auxílio-reclusão é concedido apenas se o requerente (preso em regime fechado ou semiaberto) comprovar sua condição de segurado, ou seja, desde que tenha exercido atividade remunerada que o enquadre como contribuinte obrigatório da previdência social.
Carência - A carência do auxílio-reclusão independe da quantidade de contribuições ao INSS. Assim, como a pensão por por morte, basta que haja 01 (uma) contribuição, desde que se permaneça na condição de segurado.
O valor total do benefício, não pode ultrapassar o teto pré-estabelecido pela previdência (R$ 1.089,72 em 2015), sendo calculado não pelo número de filhos, mas através da média aritmética de 80% dos maiores valores de contribuição do requerente a partir de julho de 1994. O resultado alcançado é então dividido e pago separadamente a cada um dos dependentes do preso que, obrigatoriamente, tenha contribuído com a previdência social nos 12 meses anteriores. Dados do INSS de abril de 2010 apontam que o valor médio recebido por família é de R$ 580,00 por mês. Em janeiro de 2012, esse valor médio foi de R$ 681,86.
O detento pode trabalhar na prisão e contribuir como segurado do tipo segurado facultativo sem tirar dos dependentes o direito ao auxílio-reclusão. O valor é dividido entre os beneficiários — cônjuge ou companheira(o), filhos menores de 21 anos ou inválidos, pais ou irmãos não-emancipados menores de 21 anos ou inválidos — e não varia conforme o número de dependentes do preso. Se falecer, o benefício se converterá automaticamente em pensão por morte.
O dependente deve comprovar trimestralmente a condição de presidiário do segurado. Se houver fuga, o benefício será suspenso e somente restabelecido se, quando da recaptura, o segurado ainda tiver vínculo com o INSS (manutenção da qualidade de segurado). Outra exigência é que o preso não esteja recebendo remuneração de empresa, auxílio-doença, aposentadoria ou abono de permanência em serviço.
A cada três meses deve ser apresentada nova declaração de cárcere, emitida pela unidade prisional. Consulte o serviço cadastrar declaração de cárcere/reclusão para mais informações.
Assim que o segurado recluso for posto em liberdade, o dependente ou responsável deverá apresentar imediatamente o alvará de soltura, para que não ocorra recebimento indevido do benefício

### A quem é destinado?
Em relação ao segurado recluso:
- Deve possuir qualidade de segurado na data da prisão (ou seja, estar trabalhando e contribuindo regularmente);
- Estar recluso em regime fechado ou semiaberto (desde que a execução da pena seja em colônia agrícola, industrial ou similar);
- Deve possuir o último salário de contribuição abaixo do valor previsto na legislação, conforme a época da prisão (consulte o valor limite para direito ao auxílio-reclusão).

Em relação aos dependentes:
- Para cônjuge ou companheira: comprovar casamento ou união estável na data em que o segurado foi preso;
- Para filhos e equiparados: possuir menos de 21 anos de idade, se for inválido ou com deficiência não há limite de idade;
- Para os pais: comprovar dependência econômica;
- Para os irmãos: comprovar dependência econômica e idade inferior a 21 anos de idade, se for inválido ou com deficiência não há limite de idade;